# I liga słowacka w piłce nożnej (2001/2002)
Superliga słowacka w piłce nożnej – sezon 2001/2002

## Tabela końcowa
| #  | Klub                            | M  | Z  | R  | P  | B+ | B- | RB | Pkt | Uwagi |
| -- | ------------------------------- | -- | -- | -- | -- | -- | -- | -- | --- | ----- |
| 1  | MŠK Žilina                      | 36 | 21 | 6  | 9  | 62 | 37 | 25 | 69  | CLQ   |
| 2  | SK Matador Púchov               | 36 | 18 | 8  | 10 | 48 | 33 | 15 | 62  | UCQ   |
| 3  | ASK Inter Slovnaft Bratislava   | 36 | 16 | 8  | 12 | 53 | 39 | 14 | 56  |       |
| 4  | MFK SCP Ružomberok              | 36 | 15 | 9  | 12 | 49 | 41 | 8  | 54  |       |
| 5  | FK Ozeta Dukla Trenčín          | 36 | 15 | 9  | 12 | 45 | 43 | 2  | 54  | UI    |
| 6  | Slovan Bratislava               | 36 | 14 | 9  | 13 | 42 | 39 | 3  | 51  |       |
| 7  | Artmedia Petržalka              | 36 | 11 | 14 | 11 | 51 | 45 | 6  | 47  |       |
| 8  | ZTS Kerametal Dubnica nad Váhom | 36 | 9  | 11 | 16 | 38 | 48 | 10 | 38  |       |
| 9  | 1. FC Košice                    | 36 | 6  | 13 | 17 | 30 | 62 | 32 | 31  |       |
| 10 | FC Tatran Prešov                | 36 | 8  | 7  | 21 | 35 | 66 | 31 | 31  | R     |

M = rozegrane mecze; Z = zwycięstwa; R = remisy; P = porażki; B= = bramki zdobyte; B- = bramki stracone; RB = różnica bramek; Pkt = punkty